# Unidad Profesional de Zacatenco
La Unidad Profesional "Adolfo López Mateos" (conocida coloquialmente como Ciudad Politécnica, Zacatenco, Unidad Profesional Zacatenco o IPN Campus Zacatenco), es el conjunto de edificios y espacios que conforman el campus principal del Instituto Politécnico Nacional (IPN), ubicado en San Pedro Zacatenco y Santa María Ticomán, al norte de la Ciudad de México.

## Historia

### Antecedentes
A la creación del IPN en 1936, las escuelas fundadoras de este instituto: Escuela Superior de Comercio y Administración (ESCA), Escuela Superior de Ingeniería Mecánica y Eléctrica (ESIME), Escuela Superior de Ingeniería y Arquitectura (ESIA), Escuela Superior de Ingeniería Textil (ESIT), Escuela Nacional de Medicina y Homeopatía (ENMyH), Escuela Nacional de Ciencias Biológicas (ENCB). Estaban dispersas por toda la capital del país. Cuando se fundó el IPN por Juan de Dios Bátiz Paredes la mayor parte de estas escuelas fueron trasladadas al Casco de Santo Tomás en 1937, con excepción de la ESIME quedando ubicada en Allende N° 38. 
Hacia 1953 el espacio se tornó muy incómodo debido a la creciente población estudiantil, entonces se designó una comisión llamada "Creación de la Ciudad Politécnica" integrada por Egresados del IPN (ESIA, ESCA, ESIME, ESMR) que originalmente contemplaba ampliar la zona del Casco de Santo Tomás.
La comisión integraba a Rodolfo Hernández, Luis Rivadeneyra, Jorge Navarro, José Julio Díaz, Manuel Teja, Mario Margarín, Renato López Quintero, Eugenio Méndez Docurro, Walter Cross Buchanan, esta sugirió expropiaciones incluso hasta llegar al Heroico Colegio Militar.
Para 1954 el comité fue rebasado por las obras y la población estudiantil, ya que se habían creado 5 edificios para las escuelas, pero la ESIQIE, la ENCB, la ESE ni la ENMH habían sido incorporadas.
Entonces es cuando se decide crear una nueva unidad central, además de la decisión de que escuelas que saldrían de la entonces ciudad politécnica se creó un Patronato llamado "Patronato de Obras e Instalaciones" (POI-IPN).
El 28 de julio de 1957 ocurrió un sismo en la ciudad de México, el cual derribó parte de los edificios de la ESCA y de la ESIA.
Para finales del año se eligieron los ejidos de San Pedro Zacatenco y Santa María Ticomán para ceder sus terrenos en la realización del nuevo proyecto, el encargado para la realización fue Reinaldo Pérez Rayón.

## Zacatenco
Las obras de construcción se inauguraron el 19 de marzo de 1959 donde se presentaron 4 edificios (2 para ESIME y 2 para la ESIA), el año siguiente se incorporaron la ESIT y la ESIQIE.
Para 1963 en la Unidad se crearon la serie de edificios (1-9), donde se albergaron diferentes escuelas superiores, además de la creación de la Plaza Lázaro Cárdenas, llamada popularmente Plaza Roja, el Centro Cultural Jaime Torres Bodet (conocido coloquialmente como el Queso) donde se alberga el auditorio Alejo Peralta, los laboratorios Pesados y Ligeros, la Biblioteca Central, la dirección, y oficinas, a las cuales se le habían invertido 231, 000, 000 de pesos en la unidad con una construcción de 25, 000 metros cuadrados.
Para 1964 se crearon los edificios del Centro Nacional de Cálculo, los laboratorios de física avanzada, diversas áreas deportivas, el servicio médico y la cafetería central.
Para 1967 se crea el Planetario Luis Enrique Erro, se incorporaron después la Escuela Nacional de Medicina y Homeopatía y la Superior de Turismo, y además del orgullo Politécnico el " CINVESTAV-IPN ". 
En 1971 se crea la UPIICSA y con la desconcentración de escuelas se crean la ESCA Tepepan, la ESIME Culhuacán y Azcapotzalco posteriormente la ESIA Tecamachalco y el CICS en Milpa Alta.
Para 1983 los problemas de la mala distribución de espacio hacían caminar distancias de 800 a 1, 500 metros, entonces se replanteó el orden ya que la ESIA se encontraba en los edificios 4, 5, 9 y 11 la ESIME en los edificios 1, 2, 7, 12, la ESIQIE en el 3, 8 y 10, la ESFM en el 6, posteriormente serían reordenados a su orden actual. 
Actualmente la unidad contiene 15 edificios en el área UPIBI-UPIITA, 15 edificios en EST-ENMH. ESIA-ESIME Ticomán, 58 edificios en CINVESTAV-IPN y 64 edificios en Zacatenco, sumando 152 edificios en la Unidad.

### Área Escolar
- Edificio 1 ESIME Zacatenco
- Edificio 2 ESIME Zacatenco
- Edificio 3 ESIME Zacatenco
- Edificio 4 ESIME Zacatenco
- Edificio 5 ESIME Zacatenco
- Edificio 6 ESIQIE
- Edificio 7 ESIQIE
- Edificio 8 ESIQIE
- Edificio 9 ESFM
- Edificio Z (Laboratorios Ligeros) ESIME Zacatenco, ESIQIE, ESFM
- Laboratorios Pesados ESIME Zacatenco, ESIQIE, ESFM
- Edificio 10 ESIA Zacatenco
- Edificio 11 ESIA Zacatenco
- Edificio 12 ESIA Zacatenco
- Edificios ESIT
- Edificios ENCB (Farmacia-Fisiología, Ingeniería Bioquímica e Ingeniería en Sistemas Ambientales)
- Edificio 13 ESCOM
- Edificio 14 ESCOM
- Biblioteca ESIA
- Biblioteca ESIME
- Biblioteca ESFM
- Biblioteca ESIT
- Biblioteca ESIQIE
- Centro de Investigación de Computación
- Centro de Innovación Tecnológica de Cómputo
- Centro de Ciencias y Micro Nanotecnologías
- Centro de Cálculo Nacional
- Centro de Investigación y de Tecnologías Avanzadas

### Zona de Gobierno
- Dirección General
- Dirección de Administración Escolar
- Dirección de Cómputo y Comunicaciones
- Secretaría de Administración
- Secretaría de Gestión Estratégica
- Patronato de Obras Institucionales del IPN
- Secretaría Académica
- Secretaría de Extensión e Integración Social
- Residencia para Investigadores Visitantes

### Zona Cultural
- Centro Cultural Jaime Torres Bodet
- Biblioteca Nacional de Ciencia y Tecnología
- CENLEX Zacatenco
- Planetario Luis Enrique Erro
- Unidad Politécnica Para el Desarrollo y la Competitividad Empresarial
- Plaza el Carrillón
- Plaza «Lázaro Cárdenas» (Plaza Roja)

### Zona Deportiva
- Estadio Wilfrido Massieu
- Pista de Atletismo
- Alberca Olímpica del IPN
- Fosa de Clavados del IPN
- Gimnasio Central
- Gimnasio de Exhibición "Edel Ojeda Malpica"
- Campo de Cheyennes ESIME
- Vestidores de Cheyennes ESIME
- Campo de Pieles Rojas de la ESIQIE
- Vestidores de Pieles Rojas de la ESIQIE
- Establo de Burros Blancos
- Servicio Médico Central
- Dirección de Desarrollo y Fomento Deportivo
- Clínica Deportiva
- Ciclo-pista IPN
- Estaciones de Tiro con Arco
- Gimnasio de Atletismo
- Gimnasio de Halterofilia
- 3 Campos de Béisbol
- 14 Campos de Fútbol
- 4 Canchas de Frontón
- 2 Canchas de Fútbol Rápido Empastadas
- 8 Canchas de Tenis
- 9 Canchas de Fútbol Rápido
- 2 Pista de atletismo UPIBI-UPIITA
- 3 Canchas de Baloncesto UPIBI-UPIITA
- 3 Canchas de Frontón UPIBI-UPIITA
- 3 Canchas de Voleibol UPIBI-UPIITA
- 4 Canchas de Fútbol Soccer UPIBI-UPIITA

## Ticomán
En Ticomán se habían asentado la ESIME Zacatenco y la ESIA Zacatenco además de posteriormente incluirse la ENMH y la EST, en 1990 con la complejidad de atender a tanta población estudiantil las escuelas de Ticomán, son separadas del campus central de Zacatenco para formar el Área "Ticomán" donde actualmente se alojan:
- ESIME Ticomán
- ESIA Ticomán
- ENMH
- ENBA
- EST
- UPIBI
- UPIITA
- CINVESTAV-IPN Zacatenco

## Avenidas
Las avenidas las cuales son parte de esta unidad profesional son:
- Av. Miguel Bernard
- Av. Guillermo Massieu
- Av. Ticomán
- Av. Instituto Politécnico Nacional
- Av. Juan de Dios Batiz
- Av. Luis Enrique Erro
- Av. Manuel de Anda y Barredo
- Av. Wilfrido Massieu
- Av. Miguel Othón de Mendizábal

## Infraestructura
La unidad Profesional Adolfo López Mateos cuenta con 152 Edificios, Central Eléctrica, 1 Ciclo Pista, 1 Hospital, 8 Gimnasios, 25 Auditorios, 8 Campos de Fútbol Americano, 2 Salas de Box, 2 Hangares, 6 Aviones,  1 Dojo de Karate, 3 Salones de Ballet, 1 Morgue, 1 helipuerto, la Hemeroteca, 8 Canchas de Tenis, 1 Gimnasio de Halterofilia, 1 Gimnasio de Atletismo, 3 Canchas de Baloncesto, 9 Canchas de Fútbol Rápido, 2 Canchas de Fútbol Rápido Empastadas, 3 Pistas de Atletismo, 3 Canchas de Béisbol, 18 Campos de Fútbol Soccer, 1 Campo de Tiro con Arco, 1 Estación Meteorológica, 1 Invernadero, 1 Fosa de Clavados, 1 Alberca Olímpica, 1 Estadio,  1 Gimnasio de Duela, 1 Gimnasio de Gimnasia, 3 Canchas de Voleibol, 1 Cabina Radiodifusora, 1 Estudio de televisión, 1 Reserva Ecológica, 1 Central de Autobuses, 1 Estación de Metro, 1 Herbario, 1 Establo, 3 Museos, 7 Frontones, 15 cafeterías,  1 Cafetería Central, 80 Tiendas de Comida Rápida, 40 Centros de cómputo, Centro de Cálculo Nacional, 1 Explanada Central, 15 Bibliotecas, 1 Biblioteca Nacional y La Dirección General, Lugares a los cuales sólo los alumnos tienen acceso libre y gratuito.

## Transporte Interno
El Servicio de Transportes Eléctricos de la Ciudad de México atiende la demanda de transporte al interior de la Unidad Profesional "Adolfo López Mateos", a través de autobuses eléctricos o trolebuses. La línea que recorre el Circuito Politécnico es la Línea 8, con unalongitud de operación de 11 km.
Horario:   Lunes a viernes de 06:09 hrs a 22:24 hrs
Costo:   $4.00 pesos el boleto
Paradas:
01 - Base
02 - ESIME Edificio 1
03 - ESIME Edificio 2
04 - ESIME Edificio 4
05 - ESIQIE Edificio 6
06 - ESIQIE Edificio 8
07 - ESIA Edificios 10, 11 y 12
08 - Biblioteca ESIA
09 - Secretaría de Extensión y Difusión
10 - CIC
11 - M. Stampa
12 - ESCOM
13 - Torres Lindavista
14 - Othón de Mendizabal
15 - Metro Politécnico
16 - Montevideo
17 - Guanajuato
18 - Otavalo
19 - Wilfrido Massieu
20 - Metro Politécnico
21 - Othón de Mendizabal
22 - Av. Central
23 - ESCOM
24 - M. Stampa
25 - CIC
26 - Pieles Rojas
27 - ESIA Edificio 11
28 - ESIA Edificios 10, 11 y 12
29 - ESIQIE Edificio 8
30 - ESIQIE Edificio 6
31 - ESIME Edificio 4
32 - ESIME Edificio 2
33 - ESIME Edificio 1
34 - CENLEX
35 - Centro de Formación Académica
36 - ENCB
37 - Manuel L. Stampa
38 - Vía Ceti
39 - Centro de Formación Académica
40 - CENLEX
41 - Oroya
42 - Entrada al Queso
43 - Entrada